# Монтиньи-су-Марль
Монтиньи́-су-Марль (фр. Montigny-sous-Marle) — коммуна во Франции, находится в регионе Пикардия. Департамент коммуны — Эна. Входит в состав кантона Марль. Округ коммуны — Лан.
Код INSEE коммуны — 02516.

## Население
Население коммуны на 2010 год составляло 74 человека.
| 1962 | 1968 | 1975 | 1982 | 1990 | 1999 | 2010 |
| ---- | ---- | ---- | ---- | ---- | ---- | ---- |
| 144  | 135  | 102  | 99   | 77   | 62   | 74   |

## Экономика
В 2010 году среди 40 человек трудоспособного возраста (15—64 лет) 30 были экономически активными, 10 — неактивными (показатель активности — 75,0 %, в 1999 году было 60,0 %). Из 30 активных жителей работали 26 человек (13 мужчин и 13 женщин), безработных было 4 (2 мужчин и 2 женщины). Среди 10 неактивных 2 человека были учениками или студентами, 3 — пенсионерами, 5 были неактивными по другим причинам.